# 鲣鸟目
鲣鸟目（学名：Suliformes）在动物分类学上是鸟纲中的一个目，包括5个科。